# Rapido (avviso)
Il Rapido è stato un avviso ad elica della Regia Marina.

## Caratteristiche
Unità con scafo interamente in ferro, la nave, i cui costi di costruzione ammontarono a 2.002.000 lire, fu progettata dal generale ispettore del Genio Navale Luigi Borghi. La costruzione dell'avviso, voluta dall'ammiraglio Simone Antonio Pacoret De Saint-Bon, incontrò – al pari di quello del quasi contemporaneo Staffetta – una certa opposizione sia in Marina che in Parlamento, dato che molti ritenevano che delle cannoniere sarebbero state, a parità di prestazioni, di costruzione ed utilizzo più economico.

Un’altra immagine del Rapido.

 Completata nel 1877, la nave risultò obsoleta già al momento dell'entrata in servizio, presentando inoltre mediocri caratteristiche generali e problemi tecnici (si trattò dell'unico, tra gli avvisi ad elica completati dalla Regia Marina, a non soddisfare le aspettative). Il Rapido era infatti troppo grande per il suo impiego come avviso, risultando al contempo piuttosto lento: in seguito ai deludenti risultati delle prove di macchina, infatti, si verificarono alcune interrogazioni parlamentari.
L'apparato propulsivo, prodotto dalla ditta napoletana Guppy & C., consisteva in due macchine alternative verticali a doppia espansione, che, alimentate da quattro caldaie cilindriche a doppia fonte (con scorta di 325 tonnellate di carbone), imprimevano ad una singola elica la potenza di 1737 HP (1278 kW). La velocità prevista dal contratto avrebbe dovuto essere di 16 nodi, mentre il Rapido raggiunse a fatica i 12 nodi di massima, problema giustificato dalla ditta Guppy con il pescaggio superiore a quello previsto nei progetti. Il progettista, on. Borghi, spiegò che, per munire la nave di maggiori mezzi offensivi, era stata necessaria l'installazione di un apparato motore che agiva in condizioni molto particolari (due macchine a vapore agenti sul medesimo asse), obbligando a modificare la forma della carena e quindi ad incrementarne il pescaggio. Nelle prove sul miglio misurato la nave raggiunse per qualche minuto i 14 nodi, ma le macchine, per sviluppare la potenza di contratto, dovettero ricevere mezzi di raffreddamento eccezionali. Nelle prove a tutta forza del 1877, con un dislocamento medio alla prova di 1513 tonnellate, le macchine raggiunsero la potenza di 1737 HP (1278 kW) raggiungendo una velocità di 13,4 nodi, con 92 giri dell'elica al minuto.
Il 16 novembre 1884, durante la navigazione alla volta di Palermo, si ruppero uno stantuffo ed il cappello del cilindro, obbligando la nave a grandi lavori di riparazione svolti a Venezia: in seguito a tali lavori, oltre alle riparazioni, il Rapido subì la sostituzione di caldaie, fumaioli, casse a fuoco e tubi refrigeranti dei due condensatori, nonché la verifica e rettifica dell'intero apparato propulsivo e delle linee d'assi e l'installazione di un nuovo distillatore Perroy da 2000 litri.
Terminati tali lavori, vennero effettuate nuove prove a mare: nelle prove sul miglio, svolte il 20 agosto 1885, venne raggiunta una velocità di 13,5 nodi con 84-86 giri dell'elica al minuto, prestazioni sostanzialmente non differenti da quelle originarie.

L’avviso fotografato a La Spezia nel 1898, in servizio come nave ammiraglia del Primo Dipartimento.

 Con scafo molto lungo a forma stellata e prua dritta, la nave, caratterizzata da un insolito profilo con quattro alberi (quello di trinchetto a vele quadre ed i tre restanti, maestra, mezzana e contromezzana, a vele auriche) e due alti fumaioli (uno subito a proravia dell'albero maestro ed un secondo immediatamente a proravia di quello di mezzana), era particolarmente riconoscibile.
L'armamento originario, in rapporto alle dimensioni particolarmente elevate dell'avviso, era troppo ridotto, essendo costituito solo da due cannoni in bronzo a canna rigata da 75 mm tipo N. 1 e da un tubo lanciasiluri subacqueo collocato a prua. In seguito a nuovi lavori, nel 1890, il vecchio armamento venne sbarcato e rimpiazzato da cinque cannoni Nordenfelt da 57 mm e due mitragliere.
Unità di scarso valore bellico, il Rapido ebbe essenzialmente ruoli di rappresentanza all'estero. Classificato inizialmente come avviso ad elica, già il 1º luglio 1877, in seguito alla nuova Legge organica, il bastimento venne riclassificato nave da guerra di III classe.

## Storia
Impostata nei cantieri Orlando di Livorno nell'ottobre 1873, la nave venne varata il 16 novembre 1876 e subito consegnata alla Regia Marina per l'allestimento, che venne effettuato a La Spezia, ove la nave era stata immediatamente rimorchiata dall'avviso ad elica Vedetta (in seguito il Vedetta rimorchiò il Rapido da La Spezia a Livorno). Il 26 aprile 1877 il Rapido, non ancora ufficialmente in servizio (lo sarebbe stato solo dal 1º maggio), prese il mare per le prime prove di collaudo, proseguite sino a luglio.
Il 5 agosto 1877 il Rapido, al comando del capitano di fregata di II classe Giovanni Cafaro, salpò da La Spezia e, dopo tre giorni di navigazione, giunse a Taranto, ove venne assegnato alla Squadra Permanente. L'avviso venne quindi inviato, insieme al resto della Squadra, nel Levante ed in Grecia, specie a Candia, ove erano in corso gravi disordini, rientrando a Taranto sul finire del dicembre del 1877.
Destinato poi alla I Divisione Navale, e successivamente alla II, l'avviso prese parte ad attività di squadra ed a varie crociere in Mar Rosso e Mediterraneo. Al comando del capitano di fregata di I classe Carlo De Amezaga, il Rapido effettuò varie missioni, facendo scalo nei più importanti sorgitori italiani e viaggiando anche lungo le coste di Libia e Tunisia. Nel corso di uno di questi viaggi la nave trasportò a Zeila gli esploratori Sebastiano Martini, Pietro Antonelli e Giuseppe Maria Giulietti, diretti allo Scioa, avendo così occasione di «mostrare la bandiera» a Zeila, Berbera, Tagiura ed Aden. 

La nave vista di profilo.

 Il 6 settembre 1879 il Rapido venne posto in disponibilità La Spezia per alcuni lavori, terminati i quali, il 1º aprile 1880, venne riarmato e si recò a Palermo, disimpegnando quindi servizio di sorveglianza sulle imbarcazioni dei pescatori di corallo sulle coste siciliane. Il 20 agosto 1880 l'avviso, a Civitavecchia, venne nuovamente assegnato alla I Divisione della Squadra Permanente, insieme alla quale svolse attività operativa sino al 26 ottobre.
Il Rapido rimase quindi in disponibilità a La Spezia per cinque mesi, per poi stazionare per lassi di tempo di varia durata a Napoli, Trapani e Messina. Assegnato poi a compiti di unità stazionaria in Mar Rosso, il Rapido, al comando del capitano di fregata Giovanni Caramagna, arrivò ad Assab il 12 luglio 1881, trattenendovisi per alcuni mesi. Il 16 luglio l'avviso disincagliò la goletta Chioggia, arenatasi su un banco di sabbia nei pressi di Ras Comba, poi si trasferì a Beilul ove incontrò la pirocorvetta a ruote Ettore Fieramosca, con la quale, il 21 settembre, scambiò parte di stato maggiore ed equipaggio. Nuovo comandante del Rapido fu il capitano di fregata Giangaleazzo Frigerio, al comando del quale l'avviso ripartì alla volta di La Spezia, ove si ormeggiò il 21 ottobre 1881 dopo aver fatto scalo a Massaua e Suez. 
La nave venne quindi messa in disponibilità a La Spezia, tornando in armamento il 1º maggio 1882, quando, al comando del capitano di fregata Giulio Centurione, fu nuovamente assegnata alla Squadra Permanente, con cui, in giugno, venne inviata a Sira, poi in Egitto e quindi in Grecia, per poi rimpatriare in ottobre e svolgere attività ordinaria lungo le coste italiane. Nel maggio 1883 il Rapido, al comando del capitano di fregata Alfonso di Brocchetti, venne inviato come stazionario ad Alessandria d'Egitto, restandovi sino a settembre. Tornato a Palermo, a metà novembre l'avviso venne inviato in Mar Rosso per difendere i sudditi italiani nel corso della rivolta del Mahdi, restando in Egitto per vari mesi.
Nel maggio 1884 il Rapido fece ritorno in Italia, dopo di che venne adibito ad attività di squadra e quindi il 20 novembre, in seguito ad un'avaria all'apparato motore, fu posto in disponibilità ed inviato nell'Arsenale di Venezia per grandi lavori di revisione generale dell'apparato motore. 
Dopo un periodo di attività nel Mediterraneo con la Squadra Permanente, protrattosi sino al novembre 1885 – mese in cui la nave partecipò alle grandi manovre navali –, il Rapido, al comando del capitano di fregata Federico Cravosio, lasciò Napoli il 18 gennaio 1886, con destinazione l'Estremo Oriente, dove avrebbe assolto ad un'importante missione diplomatica e politica. Nel corso della traversata, nella quale vennero percorse 38.500 miglia e toccate, tra l'altro, Corea, Siam, Filippine e Giappone, la nave fece tappa in numerosi porti dell'Oceano Pacifico ed Indiano e del Medio ed Estremo Oriente, quali Aden, Singapore, Hong Kong, Canton, Shanghai (ove si trattenne da dicembre 1886 a gennaio 1887), Chemulpo, Vladivostok, Yokohama, di nuovo Singapore, Saigon, Manila e, durante il ritorno, Singapore (per la terza volta), Calcutta, Colombo e Bombay. Durante il viaggio il ministro De Luca poté sottoscrivere numerosi trattati commerciali con diverse nazioni asiatiche, in particolare un trattato di amicizia e commercio con il Regno di Corea. Il viaggio, che ebbe infine termine il 13 gennaio 1888, quando il Rapido si ormeggiò nelle acque di Venezia, permise anche la raccolta di numerosi esemplari e collezioni zoologiche, che vennero poi donate ai musei di Roma, Torino e Firenze.

L’avviso fotografato nel 1880.

 Dopo un periodo di disponibilità, il Rapido assolse per breve tempo al ruolo di nave ammiraglia dipartimentale a Venezia al posto della pirofregata corazzata Ancona, per poi essere disarmato il 23 febbraio 1888 e quindi rimpiazzato in tale ruolo dalla pirocorvetta ad elica Caracciolo. Seguirono sei mesi di lavori.
Il 4 gennaio 1889 l'unità, al comando del capitano di fregata Carlo Amoretti, lasciò Venezia e si recò a Porto Said, Suez e Massaua, per poi unirsi ad un altro avviso, lo Staffetta, con il quale, tra febbraio ed aprile, svolse una campagna sulle coste della Somalia, ove esplorò alcuni punti del litorale e dove dichiarò il protettorato italiano sulle coste della Migiurtinia e sul Sultanato di Obbia. Il 16 ottobre 1889 il Rapido, percorse 14.392 miglia nautiche, giunse a Venezia, venendo messo dapprima in disponibilità e quindi in disarmo, cui seguirono grandi lavori (comprensivi della sostituzione dell'armamento) protrattisi dal 26 ottobre 1889 al 30 giugno 1891.
Terminati i lavori l'unità venne dislocata a La Madalena, divenendo nave ammiraglia, il 16 agosto 1891, del locale Comando Marittimo. Nel successivo triennio il Rapido rimase nave ammiraglia del comando della Maddalena, svolgendo attività di scarso rilievo.
Il 20 dicembre 1894 l'unità venne assegnata alla stazione di Palermo, dove rimase per quattro anni, a disposizione del comandante del XII Corpo d'armata stanziato a Palermo, ed impiegata inoltre nella sorveglianza sulla pesca di spugne e corallo sulle coste della Sicilia meridionale. Il 16 aprile 1898 il Rapido, rimpiazzato dall'avviso Agostino Barbarigo, salpò da Palermo per La Spezia, ove giunse il 24 aprile, divenendo nave ammiraglia del I Dipartimento di La Spezia. Lasciato tale ruolo dopo solo un mese, l'avviso passò in armamento ridotto e dal 1899 al 1900 venne adibito a servizio dipartimentale. 
Il 22 settembre 1900 il Rapido venne dislocato a Civitavecchia, ove sostituì la nave ausiliaria Volta come sede dell'Ispettorato Torpediniere (dal gennaio 1901 Comando Superiore delle Torpediniere). Dal 23 marzo 1902 al 26 novembre 1904 la nave subì un turno di grandi lavori eseguiti nell'Arsenale di Venezia, per poi tornare a Civitavecchia, ove rimase sino al 1907.
Trasferita a La Spezia il 18 marzo 1907, la nave venne messa in disponibilità tre giorni più tardi, e posta in disarmo il 1º maggio di quello stesso anno. Radiato con Regio Decreto dell'8 settembre 1907, il vecchio avviso venne trainato dall'incrociatore corazzato Francesco Ferruccio a Genova, dove venne trasformato in pontone. Il 26 settembre 1912 l'anziana nave venne venduta per demolizione alla ditta Gaetano e Salvatore Bertarello.